# Pirri
José Martínez Sánchez znany pod pseudonimem Pirri (ur. 11 marca 1945 w Ceucie) – były hiszpański piłkarz, dziesięciokrotny mistrz Hiszpanii z Realem Madryt, wielokrotny reprezentant kraju.
Profesjonalną karierę zaczynał w lokalnym Club Atlético de Ceuta. W pierwszej lidze zadebiutował już w barwach Realu Madryt, 8 listopada 1964 w meczu z FC Barcelona. W barwach Los Blancos grał przez kolejnych szesnaście sezonów, zdobywając łącznie 170 goli w 561 meczach, aż do 1980 roku, kiedy to odszedł do meksykańskiego CF Puebla, gdzie pozostał przez dwa lata. Poza tytułami mistrza kraju zdobył też jako piłkarz Realu Madryt Puchar Mistrzów w 1966 i cztery Puchary Króla.
W barwach narodowych w latach 1966–1978 rozegrał 41 meczów i strzelił 16 goli; był też w kadrze na Mistrzostwa Świata w 1966 i 1978.
Po zakończeniu kariery Pirri podjął studia w Meksyku i następnie został lekarzem, broniąc pracę doktorską, której tytuł brzmiał: „Morfogeneza stawu biodrowego w ludzkim embrionie”. Nabyty fach pozwolił mu wrócić do Madrytu, gdzie do 1996 roku był jednym z klubowych lekarzy Realu, aż Lorenzo Sanz mianował go dyrektorem technicznym Królewskich. W grudniu 1999 roku został dyrektorem generalnym i pełnił tę funkcję do lata 2000 roku, gdy podał się do dymisji.